# 21659 Fredholm
21659 Fredholm este un asteroid din centura principală de asteroizi.

## Descriere
21659 Fredholm este un asteroid din centura principală de asteroizi. A fost descoperit pe 13 august 1999 la Prescott (Arizona) de Paul G. Comba. Asteroidul prezintă o orbită caracterizată de o semiaxă mare de 2,57 ua, o excentricitate de 0,15 și o înclinație de 4,9° în raport cu ecliptica.